# Anton Hoffmann (Geistlicher)
Anton Hoffmann (* 1897 in Leitershausen, Ukraine, Russisches Kaiserreich; † 27. Dezember 1937 in Chabarowsk, Sowjetunion) war ein deutsch-russischer römisch-katholischer Geistlicher und Märtyrer. 

## Leben
Anton Hoffmann stammte aus einer schwarzmeerdeutschen Familie im Bistum Tiraspol. Er studierte Theologie am Priesterseminar Saratow und wurde 1923 von Bischof Anton Zerr zum Priester geweiht. Die erste Station seines seelsorglichen Wirkens war Landau. Dort wurde er im November 1934 festgenommen, am 28. April 1935 zu 10 Jahren Lagerhaft verurteilt und in den Gulag BAMLag überführt, der sich in Chabarowsk befand. Dort wurde er erneut verhaftet, am 28. November 1937 zum Tode verurteilt und am 27. Dezember erschossen.

## Gedenken
Die Römisch-katholische Kirche in Deutschland nahm Pfarrer Anton Hoffmann als Märtyrer in das deutsche Martyrologium des 20. Jahrhunderts auf.